# Porta Ardeatina
De Porta Ardeatina is een stadspoort in de Aureliaanse Muur in Rome.
De poort bevindt zich in de zuidelijke sectie van de muur. Hier begon vroeger de Via Ardeatina, die naar de stad Ardea liep. Het is altijd een secundaire toegangspoort geweest. Over de poort is niet veel bekend, er wordt niets over vermeld in de antieke of middeleeuwse bronnen. Waarschijnlijk was de poort van tijd tot tijd geheel gesloten. De oude doorgang bestaat nog steeds. Deze is bekleed met Travertijn om de bakstenen constructie extra te verstevigen. Tijdens de grote verbeteringen die Honorius rond 401 aan de Aureliaanse Muur liet uitvoeren werden vrijwel alle stadspoorten op deze wijze versterkt.
Tegenwoordig begint naast de oude poort de Via Cristoforo Colombo, een zeer drukke autoweg. Hiervoor zijn in 1939 vier grote doorgangen in de Aureliaanse Muur gemaakt.

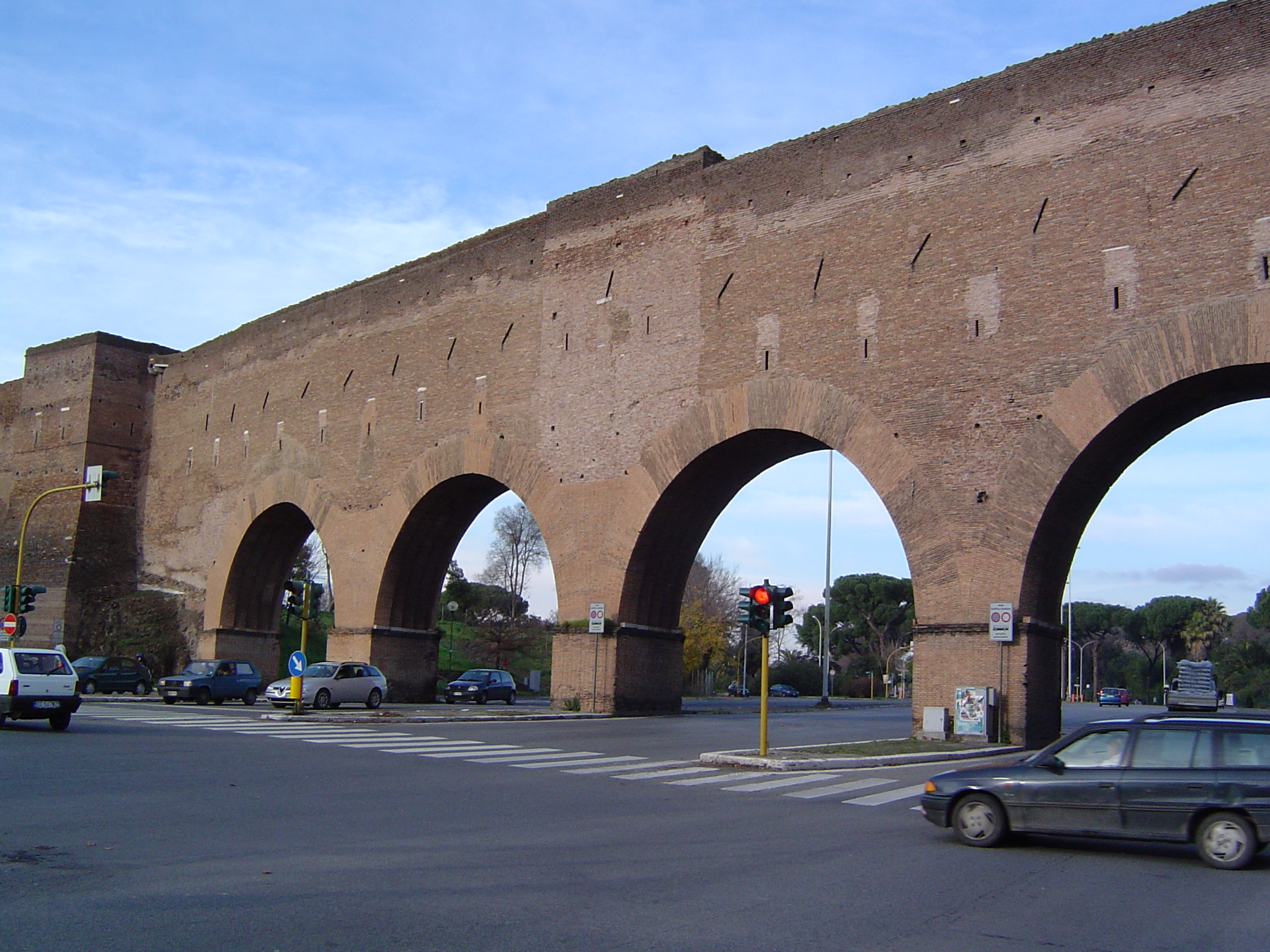
De moderne doorgangen